# Paul A. Freund
Paul Abraham Freund (* 16. Februar 1908 in St. Louis (Missouri); † 5. Februar 1992 in Cambridge (Massachusetts)) war ein US-amerikanischer Jurist und Hochschullehrer.

## Leben
Paul A. Freund wurde 1908 als Sohn von Charles Freund und seiner Frau Hulda geb. Arenson in St. Louis (Missouri) geboren. Seine juristische Ausbildung erhielt er an der Washington University in St. Louis (1928) und an der Harvard Law School (1931). Er wurde Leitender Redakteur des Harvard Law Review und verfasste 1931 seine Dissertation zum Thema „The Effect of State Statutes on Federal Equity Jurisdiction.“ In der Folge arbeitete er für das US-Finanzministerium und für das Büro des Solicitor General of the United States. 1939 kam er wieder zurück an die Harvard Law School. 1940 wurde er dort zum Professor ernannt und unterrichtete den größten Teil seines Lebens an der Harvard Law School. Er war bekannt für seine Schriften zur Verfassung der Vereinigten Staaten und zum Obersten Gerichtshof der Vereinigten Staaten. 1976 emeritierte er und ging in den Ruhestand.

## Werke
- 1982: Felix Frankfurter: Reminiscences and Reflections (Harvard Law School)
- 1977: The Moral Education of the Lawyer (Emory University School of Law)
- 1970: Experimentation with Human Subjects (George Braziller)
- 1968: On Law and Justice (Belknap Press of Harvard University Press)
- 1965: Foreword to John D. Feerick, From Failing Hands: The Story of Presidential Succession (Fordham University Press)
- 1965: Religion and the Public Schools (Harvard University Press/Harvard Graduate School of Education/Oxford University Press) (mit Robert Ulich)
- 1965: The Supreme Court in Contemporary Life (Southern Methodist University School of Law)
- 1964: Ethical Aspects of Experimentation with Human Subjects (American Academy of Arts and Sciences) (Neu, 1969)
- 1961: The Supreme Court of the United States: Its Business, Purposes and Performance (World Publishing Company) (Paperback 1967) (Reprint durch P. Smith, 1972)
- 1957: The Supreme Court and Fundamental Freedoms (Harvard Law School Association of New Jersey)
- 1952–1953: Constitutional Law: Cases and Other Problems (Little Brown) (mehrere Editionen in den Jahren 1954, 1959, 1961, 1966, 1967, 1969, 1977, 1978, 1980, mit Arthur E. Sutherland bzw. Henry Monaghan)
- 1949: On Understanding the Supreme Court (Little, Brown) (Reprint durch Greenwood Press, 1977)

## Ehrungen
Freund erhielt mehr als 20 Ehrendoktorwürden. Er wurde 1957 in die American Academy of Arts and Sciences gewählt, deren Präsident er von 1964 bis 1967 war 1975 wurde er mit der Jefferson Lecture geehrt, er hielt den Vortrag zum Thema "Liberty: The Great Disorder of Speech".